# Disc de ebonită

Discul de ebonită

Discurile de ebonită sunt discuri de gramofon fabricate din ebonită, un material dur și rezistent la abraziune, uleiuri și solvenți. Acestea au fost populare în perioada de aur a gramofonului, între anii 1920 și 1950.Discurile de ebonită sunt caracterizate de un sunet cald și calitativ, dar sunt mai fragile decât discurile de vinil moderne. De asemenea, sunt mai susceptibile la deteriorare în timp, în special dacă sunt expuse la căldură, umiditate sau variații de temperatură.
Datorită fragilității și scăderii popularității gramofoanelor, discurile de ebonită au devenit destul de rare în prezent. Cu toate acestea, colecționarii și entuziaștii de muzică vintage încă le apreciază pentru calitatea sunetului și valoarea nostalgică.